# 孫茂橿
孫茂橿（？—？），貴州清平（今貴州凱里市）人，清朝政治人物。舉人出身。
光緒十三年六月，接替魏晦先。擔任江蘇宜興縣知縣。后由張大任接任。